# جوديث هيرمان
جوديث هيرمان (بالألمانية: Judith Hermann)‏ (و. 1970 – م) هي كاتبة، وكاتبة سيناريو من ألمانيا. ولدت في برلين .

## أعمال بارزة
من أهم أعمالها:
- Alice.

## جوائز
حصلت على جوائز منها:
- جائزة كلايست (2001)
- Alfred-Döblin-Stipendium (1997).

## روابط خارجية
- جوديث هيرمان على موقع IMDb (الإنجليزية)
- جوديث هيرمان على موقع مونزينجر (الألمانية)
- جوديث هيرمان على موقع ألو سيني (الفرنسية)
- جوديث هيرمان على موقع ميوزك برينز (الإنجليزية)
- جوديث هيرمان على موقع قاعدة بيانات الأفلام السويدية (السويدية)
- جوديث هيرمان على موقع ديسكوغز (الإنجليزية)
- جوديث هيرمان على موقع قاعدة بيانات الفيلم (الإنجليزية)
- جوديث هيرمان على موقع كينوبويسك (الروسية)